# Patriarhul Teodor al II-lea al Alexandriei
Teodor al II-lea (în greacă Θεόδωρος Β΄ numele său laic fiind cel de Nikolaos Choreftakis (Νικόλαος Χορευτάκης); n. 25 noiembrie 1954, Profitis Ilias⁠(d), Temenos Municipal Unit⁠(d), Creta⁠(d), Grecia) este, din 24 octombrie 2004, patriarh al Patriarhiei Alexandriei. Poartă titlul de Papă și Patriarh al Alexandriei, Libiei, Pentapolisului, Etiopiei, Egiptului și al întregii Africi, titlu ai cărui purtători sunt considerați succesori ai apostolului Marcu.

## Biografie
Nikolaos Choreftakis s-a născut în insula Creta, la 25 noiembrie 1954. După ce a absolvit școala primară în Creta, apoi Școala Bisericească Rizarios din Atena, a primit licența la Facultatea de Teologie a Universității Aristoteliene din Tesalonic. A studiat, de asemenea, filozofia, literatura și istoria artei la Odesa. 
A fost tuns în monahism cu numele de Teodor, și hirotonit diacon în 1975. Din 1985 până în 1990 a slujit ca exarh patriarhal în Rusia, având reședința la Odessa, Ucraina. În 1990, a fost întronizat episcop pe seama eparhiei Kyrene, iar în 1997 a fost ales Mitropolit de Camerun. În 2002 a fost transferat la Mitropolia de Zimbabwe, unde a înființat patru centre misionare la Harare, două centre misionare în Malawi și a renovat școala, biserica și casa parohială din Beira, Mozambic, cu sprijinul Parlamentului grec.

## Patriarh al Alexandriei
Pe 9 octombrie 2004, Mitropolitul Teodor a fost ales cu unanimitate de voturi de către Sinodul din Alexandria ca Papă și Patriarh al Alexandriei și al Întregii Africi, succedându-i patriarhului Petros al VII-lea, decedat împreună cu alți 16 oameni (dintre care alți trei episcopi) după ce elicopterul în care se afla s-a prăbușit în Marea Egee. A fost întronizat în Catedrala Buna Vestire din Alexandria pe 24 octombrie 2004. Datorită activității misionare și a caracterului său plăcut, este foarte iubit de credincioșii africani, greci și arabi din întreaga Africă.

## Legături Externe
- https://ro.orthodoxwiki.org/Teodor_II_(Choreftakis)_al_Alexandriei